# Meersysteemlocomotief
Een meersysteemlocomotief is een locomotief die onder meerdere bovenleidingsspanningen kan rijden. Meersysteemlocs maken doorgaande treindiensten mogelijk over spoorwegen met verschillende bovenleidingsspanningen, bijvoorbeeld voor grensoverschrijdende verbindingen tussen meerdere landen. Zonder meersysteemsloc moet er in veel gevallen aan de grens van locomotief gewisseld worden om verder te kunnen rijden.
De in Europa meest voorkomende spanningen zijn: 
- 1500 volt gelijkspanning (onder andere Nederland en Frankrijk)
- 3000 volt gelijkspanning (onder andere België en Italië)
- 15 000 volt/16⅔ Hz wisselspanning (onder andere Duitsland, Oostenrijk en Zwitserland).
- 25 000 volt/50 Hz wisselspanning (onder andere Denemarken en Frankrijk, en hogesnelheidslijnen in België en Nederland)

Europese meersysteemlocomotieven zijn dus geschikt voor twee, drie of vier van deze systemen. Deze locomotieven hebben meestal meerdere stroomafnemers op het dak, voor elk systeem een andere stroomafnemer. Daarnaast is een meersysteemlocomotief voorzien van alle treinbeïnvloedingssystemen die in de verschillende landen, waar de loc is toegelaten, gebruikt worden.
De NS gebruikt sinds 2009 geleasete meerspanningslocomotieven serie 186 en sinds 2014 beschikt zij zelf over 19 eigen meerspanningslocomotieven van hetzelfde type, naast de eerder geleasete exemplaren. De locomotieven worden gebruikt voor de hogesnelheidslijn tussen Nederland en België en voor de City Night Line trein die 's nachts tussen Amsterdam en Duitsland rijdt.
De NMBS heeft meerdere series meerspanningslocomotieven, genummerd in de reeksen 11 tot en met 18, 25.5 en 28, voor grensoverschrijdende diensten naar Nederland, Luxemburg en Frankrijk.